# Prime (beguda)
Prime (estilitzada com PRIME) és una beguda energètica creada i comercialitzada per Prime Hydration, LLC. Està promoguda i fundada pels youtubers i personalitats d'Internet Logan Paul i KSI. L'anunci i el llançament del producte en 2022 va ser seguit per un renou en les xarxes socials associat amb aquestes personalitats de les xarxes socials, que tenen desenes de milions de seguidors combinats. També es va promoure a través d'acords de patrocini esportiu convencionals.

## Publicitat
Al gener de 2023, Ultimate Fighting Championship (UFC) va anunciar un acord de màrqueting conjunt amb la marca, en el qual Prime es va convertir en el proveïdor oficial de begudes esportives de l'organització d'arts marcials mixtes.
Al 13 febrer de 2023, Prime va ser promocionat en un comercial del Super Bowl LVII.
Al juliol de 2023, el F.C. Barcelona va signar un acord de patrocini amb Prime. Al mes següent, el Bayern de Munic també va signar un acord de patrocini amb la marca.
Prime va fer història per ser el primer patrocinador del ring central de WWE, empresa de lluita lliure professional per al qual Paul treballa, quan es va revelar que patrocinarà tots els esdeveniments de pagament per esdeveniment i transmissió en viu, començant amb WrestleMania XL.

## Crítiques
Les begudes Prime han generat controvèrsia a causa de la seva campanya de màrqueting, la qual ha estat criticada per estar dirigida a nens i adolescents, en conjunt amb la seva alta concentració de cafeïna. Diversos països, jurisdiccions i escoles primàries i secundàries han prohibit o restringit la beguda pel fet que el seu contingut de cafeïna excedeix els límits legals o es considera insegura per als nens.

## Recepció
Mary McCarthy de The Independent, en comentar sobre la forma en què es comercialitzava Prime a través de les xarxes socials, va suggerir que KSI i Logan Paul tenien una influència indeguda en el mercat principal del producte (els joves) i que «les grans empreses fredes i calculadores» estaven treballant amb individus que els seus la seva actitud cap a les dones era qüestionable i la producció de la qual era sovint misògina, dirigida als nens «que esperaven que els diguessin què pensar».
Gordon Ramsay va revisar la beguda en la ràdio Heart, la va descriure com «com empassar perfum» i li va donar 0/10. El boxador Chris Eubank Jr. també va provar la beguda dient: «És molt dolç, vull dir, diu que té un sabor natural. No sap greu, però no és un sabor natural de beguda».

## Atletes que han patrocinat la beguda
- Alexander Volkanovski, lluitador de MMA.
- Israel Adesanya, lluitador de MMA.
- Patrick Mahomes, jugador de futbol americà.
- Alisha Lehmann, futbolista.
- Auston Matthews, jugador d'hoquei sobre gel.
- Kyle Larson, pilot.
- Shakur Stevenson, boxejador.
- Kevin Durant, basquetbolista.
- Erling Haaland, futbolista.
- Cody Rhodes, boxejador.
- Aaron Judge, beisbolista.
- Rafael Leão, futbolista.
- Terence Crawford, boxejador.
- Devin Haney, boxejador.
- Tyreek Hill, futbolista.
- Max Park, professional de cub rubik.

Clubs que han patrocinat la beguda
- Juventus FC, club professional de futbol.
- Arsenal FC, club professional de futbol.
- FC Bayern de Múnic, club professional de futbol.
- SL Benfica, club professional de futbol.
- Borussia Dortmund, club professional de futbol.
- Kings League, lliga masculina de futbol 7.
- LA Dodgers, club professional de beisbol.
- Los Angeles Lakers, club professional de bàsquet.
- FC Barcelona, club professional de futbol.
- Toronto Raptors, equip professional de bàsquet.
- UFC, organització americana de combats d’arts marcials mixtes.
- WWE, empresa privada d'entreteniment esportiu (lluita lliure).